# 사우디아라비아-파키스탄 관계
사우디아라비아와 파키스탄은 1947년 파키스탄이 영국의 통치에서 독립하면서 관계를 수립했다. 역사적으로 관계는 긴밀하고 우호적이었으며, 분석가들은 종종 특별한 관계를 구성한다고 설명한다. 파키스탄은 때때로 "사우디아라비아의 가장 가까운 무슬림이자 비아랍 동맹국"으로 불리기도 한다. 파키스탄은 범이슬람주의에 따라 외부 또는 내부의 위협으로부터 사우디아라비아의 수호자 역할을 맡아왔다. 파키스탄인을 포함하지 않은 노동자 권리와 사우디 우주 프로그램에는 여전히 문제가 있다.

## 역사
사우디아라비아와 파키스탄은 1947년 파키스탄의 건국 이후 상업적, 문화적, 종교적, 정치적, 전략적 관계를 광범위하게 발전시키기 위해 노력해 왔다. 파키스탄은 사우디아라비아와의 관계를 자국 외교 정책에서 가장 "중요한 양자 관계"로 간주하고 있으며, 아라비아반도에서 가장 큰 국가이자 이슬람교의 두 성지 메카와 메디나가 위치해 있으며 전 세계 무슬림 순례자들의 목적지인 사우디아라비아와의 양자 관계 강화를 추구하고 있다.
퓨 연구센터의 조사에 따르면, 전 세계에서 파키스탄 국민이 사우디아라비아에 대해 가장 우호적인 인식을 가지고 있으며, 응답자 10명 중 9명이 사우디아라비아를 긍정적으로 평가한 것으로 나타났다. 사우디아라비아는 파키스탄과의 관계 강화를 위해 선물이나 차관을 제공하는 방식으로 외교적 유대를 공고히 해왔다. 이러한 선물은 종종 상징적인 종교적 의미를 지닌 경우가 많다. 예를 들어, 2014년 사우디아라비아는 우정의 표시로 파키스탄에 대추야자 200톤을 선물한 바 있다.
2014년 4월 2일, 《파키스탄 투데이》는 사우디아라비아가 2014년 초 파키스탄에 15억 달러의 지원금을 제공한 후, 파키스탄이 사우디아라비아에 JF-17 선더 전투기를 판매할 것이라고 보도했다.

## 문화적 관계
사우디아라비아는 파키스탄에 광범위한 종교 및 교육 지원을 제공해 왔으며, 이슬라마바드의 파이살 모스크 (사우디아라비아의 파이살 국왕의 이름을 딴)를 비롯해 파키스탄 전역의 모스크와 마드라사 (이슬람 종교학교) 건립에 주요 기여를 해왔다. 1980년 이후 파키스탄 내 종교학교의 수는 800개에서 1997년에는 2만 7,000개로 증가했으며, 이들 모두는 사우디아라비아의 재정 지원을 받고 있다. 이 학교들은 파키스탄뿐만 아니라 시리아, 아프가니스탄, 이란, 러시아, 예멘 등지에서 온 청소년과 어린이들에게 종교 및 도덕 교육을 제공하는 양성소 역할을 하고 있다.
1947년 이래로 파키스탄 내 정당들은 자국 내 정치 활동을 위한 자금을 지속적으로 지원받아 왔다. 1977년에는 사우디아라비아의 파이살 국왕을 기려 파키스탄의 주요 도시인 리알푸르가 파이살라바드로 개명되었다. 사우디아라비아는 파키스탄인들의 주요 이민지로 남아 있으며, 현재 사우디아라비아에 거주하는 파키스탄인의 수는 약 90만에서 100만 명에 이르는 것으로 추정된다. 또한, 사우디아라비아는 1970년대 군사 통치자였던 무함마드 지아울하크 장군의 '이슬람화' 정책을 강력히 지지한 주요 국가 중 하나였다.

## 정치 관계
사우디아라비아와 파키스탄은 이슬람 협력 기구(OIC)의 주요 회원국으로 활동하고 있다. 사우디아라비아는 파키스탄이 인도와 벌인 여러 전쟁, 특히 1971년 파키스탄 동부 지역이 방글라데시로 분리독립되는 과정에서 파키스탄을 가장 강력하게 지지한 국가 중 하나였다.
사우디아라비아는 1980년대 소련-아프가니스탄 전쟁 당시, 파키스탄과 함께 아프가니스탄 무자헤딘에 대한 광범위한 재정적과 정치적 지원을 제공했다. 1990년에서 1991년까지 이어진 걸프 전쟁 기간 동안, 파키스탄은 사우디아라비아 내 이슬람 성지를 보호하기 위해 자국 군대를 파병했다. 그러나 일부 파키스탄 정치인들과 당시 파키스탄 육군 참모총장이었던 미르자 아슬람 베그 장군이 이라크의 사담 후세인 정권과 쿠웨이트 침공에 대해 공개적으로 지지를 표명하면서 양국 관계에는 긴장이 발생했다.

## 같이 보기
- 사우디아라비아의 대외 관계
- 파키스탄의 대외 관계